# Leptaulax dentatus
Leptaulax dentatus is een keversoort uit de familie Passalidae. De wetenschappelijke naam van de soort is voor het eerst geldig gepubliceerd in 1792 door Fabricius.